# Magdalena de Kino
Magdalena de Kinoⓘ – miasto w Meksyku, w północno-zachodniej części stanu Sonora, około 90 km do granicy z amerykańskim stanem Arizona. Miasto w 2010 roku liczyło 23 101 mieszkańców.
Miasto zostało założone w 1700 roku przez Jezuitów – Juana Bautista de Escalante i Eusebio Francisco Kino.

## Miasta partnerskie
- Guadalajara, Meksyk
- Trydent, Włochy